# Шарп, Абрахам

Абрахам Шарп (англ. Abraham Sharp,1653—1742) — английский астроном и математик.

## Биография
Родился близ Брадфорда, в графстве Йоркшир, был девятым ребёнком в семье, точная дата рождения неизвестна, установлено лишь, что Абрахам был крещён в Брадфорде 1 июня 1653. Первоначальное образование получил в деревенской школе, после чего продолжил обучение коммерческой арифметике в Ливерпуле. В 1684 переехал в Лондон, в 1684—1685 и 1688—1690 работал ассистентом у королевского астронома Д.Флемстида в Гринвичской обсерватории. Составил таблицы движений спутников Юпитера, занимался изготовлением астрономических инструментов, прославившись как искусный их градуировщик. Изготовил стенной квадрант радиусом 6 футов 9 дюймов, на котором Флемстид вёл наблюдения более 30 лет.
Приходился двоюродным дедом известному изготовителю астрономических инструментов Д.Рамсдену.
Пользовался большим авторитетом как вычислитель, рассчитал число π с точностью до 72 знака после запятой. Опубликовал учебник Geometry Improved и логарифмические таблицы.
В его честь назван кратер на Луне.